# Limonia latiorflava
Limonia latiorflava är en tvåvingeart som beskrevs av Alexander 1966. Limonia latiorflava ingår i släktet Limonia och familjen småharkrankar. Inga underarter finns listade i Catalogue of Life.